# Grupo Desportivo das Fontinhas
O Grupo Desportivo das Fontinhas é um clube desportivo português, localizado na cidade da Fontinhas, ilha Terceira, Região Autónoma dos Açores.
O time profissional joga atualmente no Campeonato de Portugal.[carece de fontes?] Em 2020-21 chegou a quarta ronda da Taça de Portugal.[carece de fontes?]

## Rivalidades
O clube tem rivalidade com o Praiense, pois ambos pertencem à Ilha Terceira.[carece de fontes?]

## Títulos
- Campeonato Dos Açores: 2019[carece de fontes?]

Campanhas de Destaque
- Vice-Campeão do Campeonato de Portugal 2021–22[carece de fontes?]